# 毛聚奎
毛聚奎（?—?），明末清初学者，为太學生。浙江鄞縣人。

## 简介
清朝順治二年（1645年），清兵南下，入浙江，逼近寧波，與王家勤、張夢錫、華夏、陸宇𤐣在城隍廟舉行抗清集會，人稱「六狂生」。
《毛戶部傳》有傳。

## 著作
- 《吞月子集》三卷、附錄一卷。
- 《鮚崎亭集》卷二十七